# アルベニス (小惑星)
アルベニス (10186 Albéniz) は小惑星帯に位置する小惑星。ベルギーの天文学者エリック・ヴァルター・エルストがヨーロッパ南天天文台で発見した。
スペインの作曲家・ピアニスト、イサーク・アルベニス（Isaac Manuel Francisco Albéniz, 1860年 - 1909年）に因んで命名された。